# Morville-sur-Seille
Morville-sur-Seille är en kommun i departementet Meurthe-et-Moselle i regionen Grand Est (tidigare regionen Lorraine) i nordöstra Frankrike. Kommunen ligger i kantonen Pont-à-Mousson som tillhör arrondissementet Nancy. År 2022 hade Morville-sur-Seille 167 invånare.

## Befolkningsutveckling
Antalet invånare i kommunen Morville-sur-Seille
| Referens: INSEE |